# Ziegelhütte (Emskirchen)
Ziegelhütte ist ein Wohnplatz des Marktes Emskirchen im Landkreis Neustadt an der Aisch-Bad Windsheim (Mittelfranken, Bayern). Ziegelhütte liegt in der Gemarkung Emskirchen.

## Geografie
Der ehemalige Weiler war von Flurgebieten umgeben: Sommerrangen (Südwesten), Säuwasen (Westen), Leitke (Norden) und Ziegelhüttenäcker (Süden). Mittlerweile ist sie im Ziegelhüttenweg des Gemeindeteiles Emskirchen aufgegangen. Der Ziegelhüttenweg mündet östlich in die Ansbacher Straße (= Staatsstraße 2244).

## Geschichte
Gegen Ende des 18. Jahrhunderts gehörte die Ziegelhütte zu Emskirchen. Das Anwesen hatte das brandenburg-bayreuthische Kasten- und Jurisdiktionsamt Emskirchen als Grundherrn.
Von 1797 bis 1810 unterstand der Ort dem Justizamt Markt Erlbach und Kammeramt Emskirchen. Im Rahmen des Gemeindeedikts wurde Ziegelhütte dem 1811 gebildeten Steuerdistrikt Emskirchen zugeordnet. Es gehörte auch der 1813 gegründeten Munizipalgemeinde Emskirchen an. Der Ort wurde ursprünglich „Ziegelstadel“ genannt. Bis in den 1970er Jahren war es ein amtlich benannter Gemeindeteil.

## Einwohnerentwicklung
| Jahr      | 001836 | 001840 | 001861 | 001871 | 001885 | 001900 | 001925 | 001950 | 001961 | 001970 |
| Einwohner | 5      | 5      | 8      | 9      | 14     | 17     | 15     | 21     | 27     | 29     |
| Häuser    | 1      | 1      |        |        | 3      | 2      | 2      | 3      | 4      |        |
| Quelle    | [ 8 ]  | [ 6 ]  | [ 9 ]  | [ 10 ] | [ 11 ] | [ 12 ] | [ 13 ] | [ 14 ] | [ 15 ] | [ 16 ] |

## Religion
Der Ort ist evangelisch-lutherisch geprägt und nach St. Kilian (Emskirchen) gepfarrt.